# Hawker Hurricane

Hawker Hurricane

A Hurricane a britek alapvető egymotoros, együléses vadászrepülőgépe volt, melyet a Hawker Aircraft Limited repülőgépgyár fejlesztett ki és gyártott a második világháború utolsó előtti évéig. Sárkányszerkezete részben fa és acél felhasználásával készült, a burkolata tűzgátló anyaggal átitatott vászon volt, fémlemezeket csak a kormányfelületeken és a motorburkolatokon alkalmaztak.
Az 1930-as években tervezett alsószárnyas monoplán elsődlegesen légtérvédelemre lett kifejlesztve, de bevált alacsonytámadások során is mint vadászbombázó (utóbbiakat „Hurribomber”-eknek nevezték) és mint csatarepülőgép. Hajófedélzeti változata a Sea Hurricane volt, de építettek hajókonvojokat oltalmazó „Hurricat”-eket is, melyeket katapultokról indítottak erre átalakított hajókról és a tengerre szálltak le majd elsüllyedtek. Az angliai csata idején nyilvánvalóvá váltak a típus hiányosságai a német vadászgépekkel szemben, ezért inkább a német bombázókat támadták velük. A Supermarine Spitfire váltotta fel a légtérvédelemben, amelynek egyes altípusai eredményesebben vehették fel a harcot a Bf 109 és Fw 190 típusokkal.
Összesen 14 533 darab épült a gyártás 1944-es leállításáig, melyből 1200 db-ot repülőgéphordozó-fedélzeti üzemre felkészített Sea Hurricane-nek építettek. Kanadában 1400 db-ot gyártottak saját légierejük részére, valamint Belgiumban és Jugoszláviában is építettek kis mennyiségben ilyen típusú repülőgépeket. A legyártott brit gépekből a kölcsönbérleti törvény keretében több mint háromezer darabot átadtak a Szovjetuniónak. A Vörös Hadsereg légiereje bevetette többek között Magyarország felett is. A típus megfordult valamennyi hadszíntéren a második világháború alatt.
A napjainkra megmaradt példányok a Spitfire-ökkel együtt a Brit Királyi Légierő évente megrendezett, az 1940-es angliai csatára emlékező rendezvényein szerepelnek, melyen a Luftwafféval szemben aratott brit győzelmet ünneplik.

## Története

### Gyártása

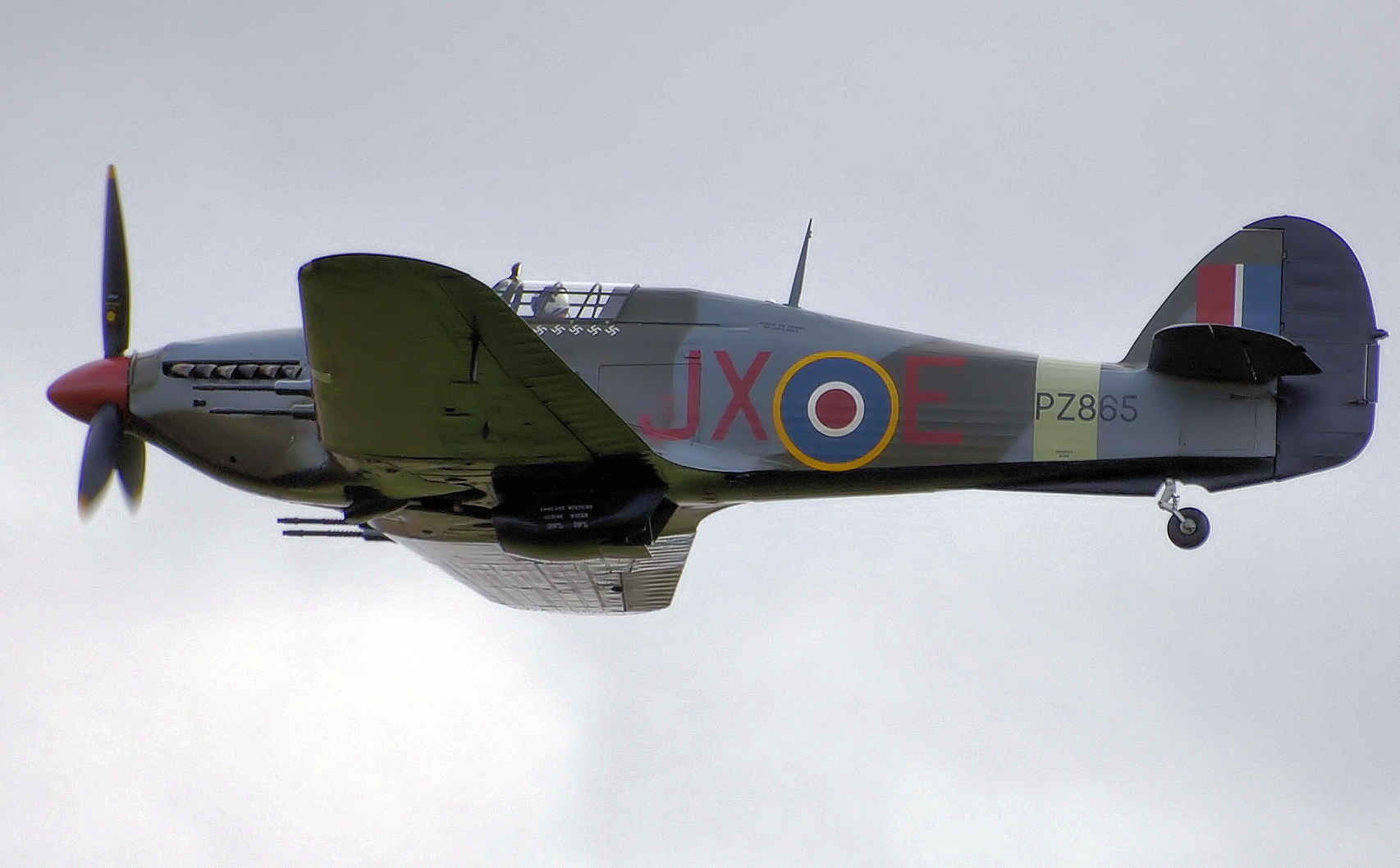
Az utolsó legyártott Hurricane, a. a PZ865 lajstromjelű Mk IIc változat. Beceneve a „The Last of the Many”, mely a Hawker gyár tulajdonában maradt. Napjainkban a Battle of Britain Memorial Flight repüli

A Hurricane gyártását már 1936 júniusában megkezdhették, köszönve ezt viszonylag egyszerű szerkezetének és könnyen gyártható részegységeinek. Ahogy közeledett a háború kitörésének vélt időpontja, a RAF-nak egyre sürgetőbbé vált egy fejlett és hatékony vadászrepülőgép kifejlesztése. Emiatt is nehezen érthető, hogy a jóval fejlettebb Spitfire hadrendbe állását követően miért csak a Hurricane gyártásában alkalmaztak jól bevált tömeggyártási technikákat. Ez volt igaz az üzemeltető századoknál is, ahol a karbantartószemélyzet ugyanolyan képzést kapott mint a gyári munkások, mégis a típus kialakítása lehetővé tett figyelemre méltó, leegyszerűsített javítási megoldások alkalmazását a századok javítóműhelyeiben. A Hurricane jelentősen olcsóbban gyártható repülőgépnek mutatkozott a Spitfire-nél, összesen 10 300 munkaóra alatt elkészült, szemben a Spitfire 15 200 munkaórájával, ami 67%-a a váltótípusénak.
Az első legyártott repülőgép 1937. október 12-én szállt fel először, Rolls-Royce Merlin II motorral hajtva. Az első négy gép a RAF 111. századában állt szolgálatba a RAF Northolt légi támaszponton 1937 decemberében. A világháború kitöréséig közel 500 vadászgép lett legyártva, melyekkel 18 századot szereltek fel 1939 szeptemberéig. 1940-ben Lord Beaverbrook repülőgépgyártási miniszter (Minister of Aircraft Production) egy gyári szakmunkásokból álló szervezetet hozott létre, amely a harcisérült Hurricane-ok felújításával, ismételt hadrendbe állításával foglalkozott. A Civilian Repair Organisation szintén foglalkozott repülőgép-nagyjavításokkal. Innen küldtek oktatókat a kiképzőalakulatokhoz és más légierőkhöz. Az egyik ilyen érintettségű vállalat az Austin Aero Company Cofton Hackett üzeme. A másik a Manchester melletti Barton-upon-Irwell-i repülőtéren működő David Rosenfield Ltd lett.
Összesen 14 533 Hurricane és Sea Hurricane lett legyártva. A legtöbbet a Hawker készítette el az 1944-es gyártásleállításig, valamint leányvállalata, a Gloster Aircraft Company összesen 2750-et, az Austin Aero Company 300 darabot fejezett be. Kanadában az ontariói Fort Williamben települő Canada Car and Foundry gyártott le 1400 darabot, melyeknek típusjele a Hurricane X lett. Ennek a gyárnak a főmérnöke az az Elsie MacGill volt, akit csak „a Hurricane-ok királynőjének” neveztek. Kanadában összesen 490 darab X-et, 150 darab XI-et, illetve ismeretlen mennyiségű, körülbelül 800 darab XII-t és XIIA-t építettek.
Belgiumban 1938-ban kötött szerződést a Hawker 80 darab Hurricane legyártására a Fairey belgiumi Avions Fairey SA gyárában, melyeket a Belga Légierő rendszeresített. Ezeket a repülőgépeket 4 darab 13,2 mm-es géppuskákkal tervezték felszerelni, azonban a német Blitzkrieg idején, 1940 májusában mindössze három épült meg és kettő repült ezekből a repülőgépekből ilyen felszereltséggel, további legalább 12 darabot a hagyományos nyolcgéppuskás változatban gyártott le az Avions Fairey a légierőnek.
A Jugoszláv Királyság 1939-ben 100 darab Hurricane legyártását rendelte meg a Zmaj és a Rogožarski gyárak révén. Ezekből mindössze 20 épült meg 1941 áprilisáig, melyek közül egyet átépítettek és német DB 601 motorral szerelték fel, tesztrepüléseket hajtottak végre vele még ebben az évben.

## Szerkezeti felépítése

### Alkalmazott motortípusok
- Rolls-Royce Merlin II és III
- Rolls-Royce Merlin XX: a Hurricane IIA, Hurricane IIB, Hurricane IIC, Hurricane IID és Hurricane IV típusváltozatokban.

A Merlineket az amerikai Packard Motor Car Company is gyártotta licencben, Packard Merlin 28 és Packard Merlin 29 típusjelzéssel.

## Fegyverzete és függesztményei
Beépített fegyverzet
Brit alkalmazásban

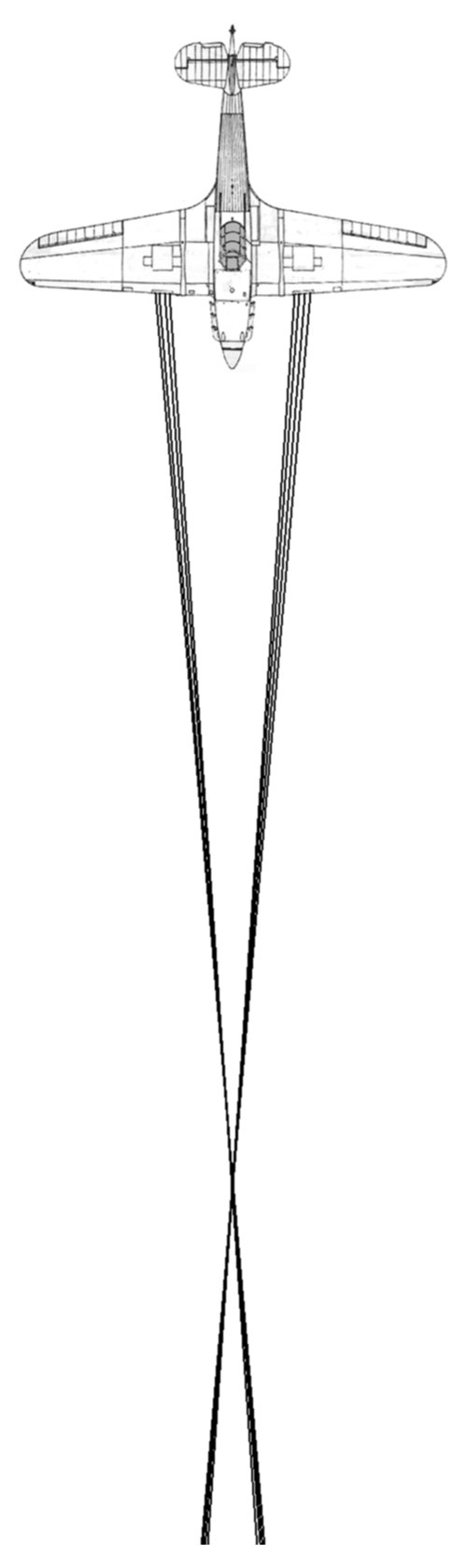
A Hurricane I nyolc géppuskájának összetartási pontja. Csak sematikus ábra, nem léptékhelyes, ez a pont a gép előtt több száz méterre volt beállítva

- Vickers K 7,7 mm-es géppuska: 2×4 darab a főfutóakna mellett, további 2×2 darab opcionális (összesen 12 darab)
- Hispano Mk.II 20 mm-es gépágyú: 2×2 darab a főfutóakna mellett
- Rolls-Royce ágyú: 40 mm-es ágyú csövenként 12 lőszerrel (Hurricane IID változatokon, a Vickers S-szel váltották le)
- Vickers S 40 mm-es ágyú szárny alatti konténerben: 2×1 darab, csövenként 15 lőszerrel (Hurricane IID változatokon)

Belga alkalmazásban4 darab 13,2 mm-es FN nehézgéppuska (csak három példányban)
Szovjet alkalmazásban2 darab 12,7 mm-es Berezin UB nehézgéppuska és 2, vagy 4 db 20 mm-es SVAK gépágyú
Bombák
Rakéták2×4 darab RP–3 nem irányított rakéta (Hurricane IIE és IV változatokon)
Üzemanyag-póttartályok

## Típusváltozatok
Hurricane I
Hurricane IIA
Hurricane IIB
Hurricane IIB Trop
Hurricane IIC
Hurricane IID
Hurricane IIE
Hurricane T.IIC
Hurricane III
Hurricane IV
Hurricane V
Hurricane X
Hurricane XI
Hurricane XII
Hurricane XIIA
Sea Hurricane IA
Sea Hurricane IB
Sea Hurricane IC
Sea Hurricane IIC
Sea Hurricane XIIA
Hillson F.40
Hurricane Photo Reconnaissance
Hurricane Tac R

## Üzemeltető országok
Köszönhetően kis szerkezeti tömegének, erős szerkezetének és könnyű karbantarthatóságának, a Hurricane hosszú üzemeltetési idővel büszkélkedhet, a világháború több hadszínterén is alkalmazták. Építették és exportálták számos országba. Hosszú hadrendi idejének köszönhetően alkalmazták mint a szövetséges, mint a tengelyhatalmak légierői egyaránt. Néhány esetben, mint például Portugáliában, semleges országok is alkalmazták.

### Az Egyesült Királyság és függőségeinek légierői

#### Brit Királyi Légierő
- No. 1 Squadron RAF
- No. 3 Squadron RAF
- No. 5 Squadron RAF
- No. 6 Squadron RAF
- No. 11 Squadron RAF (SEAC)
- No. 17 Squadron RAF
- No. 20 Squadron RAF (SEAC)
- No. 27 Squadron RAF
- No. 28 Squadron RAF
- No. 29 Squadron RAF
- No. 30 Squadron RAF
- No. 32 Squadron RAF
- No. 33 Squadron RAF
- No. 34 Squadron RAF (SEAC)
- No. 42 Squadron RAF
- No. 43 Squadron RAF
- No. 46 Squadron RAF
- No. 56 Squadron RAF
- No. 60 Squadron RAF
- No. 63 Squadron RAF - (Bombardment spotting)
- No. 67 Squadron RAF
- No. 69 Squadron RAF
- No. 71 Squadron RAF
- No. 73 Squadron RAF
- No. 74 Squadron RAF
- No. 79 Squadron RAF
- No. 80 Squadron RAF
- No. 81 Squadron RAF
- No. 85 Squadron RAF
- No. 87 Squadron RAF
- No. 91 Squadron RAF
- No. 92 Squadron RAF
- No. 94 Squadron RAF
- No. 95 Squadron RAF
- No. 96 Squadron RAF
- No. 98 Squadron RAF - (partmenti őrjáratok)
- No. 111 Squadron RAF
- No. 113 Squadron RAF
- No. 116 Squadron RAF
- No. 121 Squadron RAF
- No. 123 Squadron RAF
- No. 126 Squadron RAF
- No. 127 Squadron RAF
- No. 128 Squadron RAF
- No. 131 Squadron RAF
- No. 133 Squadron RAF
- No. 134 Squadron RAF
- No. 135 Squadron RAF
- No. 136 Squadron RAF
- No. 137 Squadron RAF
- No. 145 Squadron RAF
- No. 146 Squadron RAF
- No. 151 Squadron RAF
- No. 164 Squadron RAF
- No. 173 Squadron RAF - (híradási feladatok)
- No. 174 Squadron RAF
- No. 175 Squadron RAF
- No. 176 Squadron RAF
- No. 181 Squadron RAF
- No. 182 Squadron RAF
- No. 183 Squadron RAF
- No. 184 Squadron RAF
- No. 185 Squadron RAF
- No. 186 Squadron RAF
- No. 193 Squadron RAF
- No. 195 Squadron RAF
- No. 198 Squadron RAF
- No. 208 Squadron RAF
- No. 213 Squadron RAF
- No. 225 Squadron RAF
- No. 229 Squadron RAF
- No. 232 Squadron RAF
- No. 237 Squadron RAF
- No. 238 Squadron RAF
- No. 239 Squadron RAF
- No. 241 Squadron RAF
- No. 242 Squadron RAF
- No. 245 Squadron RAF
- No. 247 Squadron RAF
- No. 249 Squadron RAF
- No. 250 Squadron RAF
- No. 253 Squadron RAF
- No. 255 Squadron RAF
- No. 256 Squadron RAF
- No. 257 Squadron RAF
- No. 258 Squadron RAF
- No. 260 Squadron RAF - (kombinált műveleteket hajtottak végre az RAAF 450. századával)
- No. 261 Squadron RAF
- No. 263 Squadron RAF
- No. 273 Squadron RAF
- No. 274 Squadron RAF
- No. 276 Squadron RAF
- No. 279 Squadron RAF
- No. 283 Squadron RAF
- No. 284 Squadron RAF - (tengeri kutató-mentő)
- No. 285 Squadron RAF
- No. 286 Squadron RAF
- No. 287 Squadron RAF
- No. 288 Squadron RAF
- No. 289 Squadron RAF
- No. 290 Squadron RAF
- No. 291 Squadron RAF
- No. 501 Squadron RAF
- No. 504 Squadron RAF
- No. 516 Squadron RAF
- No. 518 Squadron RAF
- No. 520 Squadron RAF
- No. 521 Squadron RAF - (meteorológiai feladatok)
- No. 527 Squadron RAF - (kalibrációs feladatok)
- No. 530 Squadron RAF
- No. 531 Squadron RAF
- No. 532 Squadron RAF
- No. 533 Squadron RAF
- No. 534 Squadron RAF
- No. 535 Squadron RAF
- No. 536 Squadron RAF
- No. 537 Squadron RAF
- No. 538 Squadron RAF
- No. 539 Squadron RAF
- No. 567 Squadron RAF
- No. 577 Squadron RAF
- No. 587 Squadron RAF
- No. 595 Squadron RAF
- No. 598 Squadron RAF
- No. 601 Squadron RAF
- No. 605 Squadron RAF
- No. 607 Squadron RAF
- No. 610 Squadron RAF
- No. 615 Squadron RAF
- No. 624 Squadron RAF
- No. 631 Squadron RAF
- No. 639 Squadron RAF
- No. 650 Squadron RAF
- No. 667 Squadron RAF
- No. 679 Squadron RAF
- No. 691 Squadron RAF
- No. 695 Squadron RAF
- No. 680 Squadron RAF
- No. 681 Squadron RAF
- No. 1432 Flight RAF
- Night Fighter Unit

Külföldi legénységi állományú RAF-alakulatok
Száműzetésbeni Csehszlovák Légierő
- No. 310 cseh vadászszázad
- No. 312 cseh vadászszázad

Száműzetésbeni Lengyel Légierő
- No. 302 lengyel „Poznański” vadászszázad
- No. 303 lengyel „Warszawski Dywizjon im. Tadeusza Kościuszki” vadászszázad
- No. 306 lengyel „Toruński” vadászszázad
- No. 308 lengyel „Krakowski” vadászszázad
- No. 309 lengyel „Ziemi Czerwieńskiej” hadseregközvetlen század
- No. 315 lengyel „Dębliński” vadászszázad
- No. 316 lengyel „Warszawski” vadászszázad
- No. 317 lengyel „Wileński” vadászszázad
- No. 318 lengyel „Gdański” vadász-felderítőszázad

Száműzetésbeni Jugoszláv Légierő
- No. 351 (jugoszláv) század
- No. 352 (jugoszláv) század

Száműzetésbeni Norvég Királyi Légierő
- No. 331 (norvég) század
- No. 332 (norvég) század

#### Brit Flottalégierő
- - No. 762 Squadron FAA
  - No. 768 Squadron FAA
  - No. 880 Squadron FAA
  - No. 885 Squadron FAA

#### Új-Zélandi Királyi Légierő
- No. 486 Squadron RNZAF
- No. 488 Squadron RNZAF

#### Brit India
- No.1 Squadron, IAF
- No.2 Squadron, IAF
- No.3 Squadron, IAF
- No.4 Squadron, IAF
- No.6 Squadron, IAF
- No.7 Squadron, IAF
- No.9 Squadron, IAF
- No.10 Squadron, IAF
- No.1 Service Flying and Training School, Ambala

#### Dél-afrikai Légierő
- 1 Squadron SAAF
- 2 Squadron SAAF
- 3 Squadron SAAF
- 7 Squadron SAAF
- 40 Squadron SAAF
- 41 Squadron SAAF
- 43 Squadron SAAF
- 11 OTU SAAF
- SAAF Central Flying School, Norton, Dél-Rodézia
- Ausztrália
- Írország
- Kanada
- Argentína
- Belgium
- Egyiptom

### Szabad Francia Légierő
- Escadrille de Chasse No. 1
- Escadrille de Chasse No. 2
- Groupe de Chasse II/3 'Alsace'
- French Aviation School, Meknes, Morocco
- Szabad Francia Tengerészeti Légiszolgálat

### 

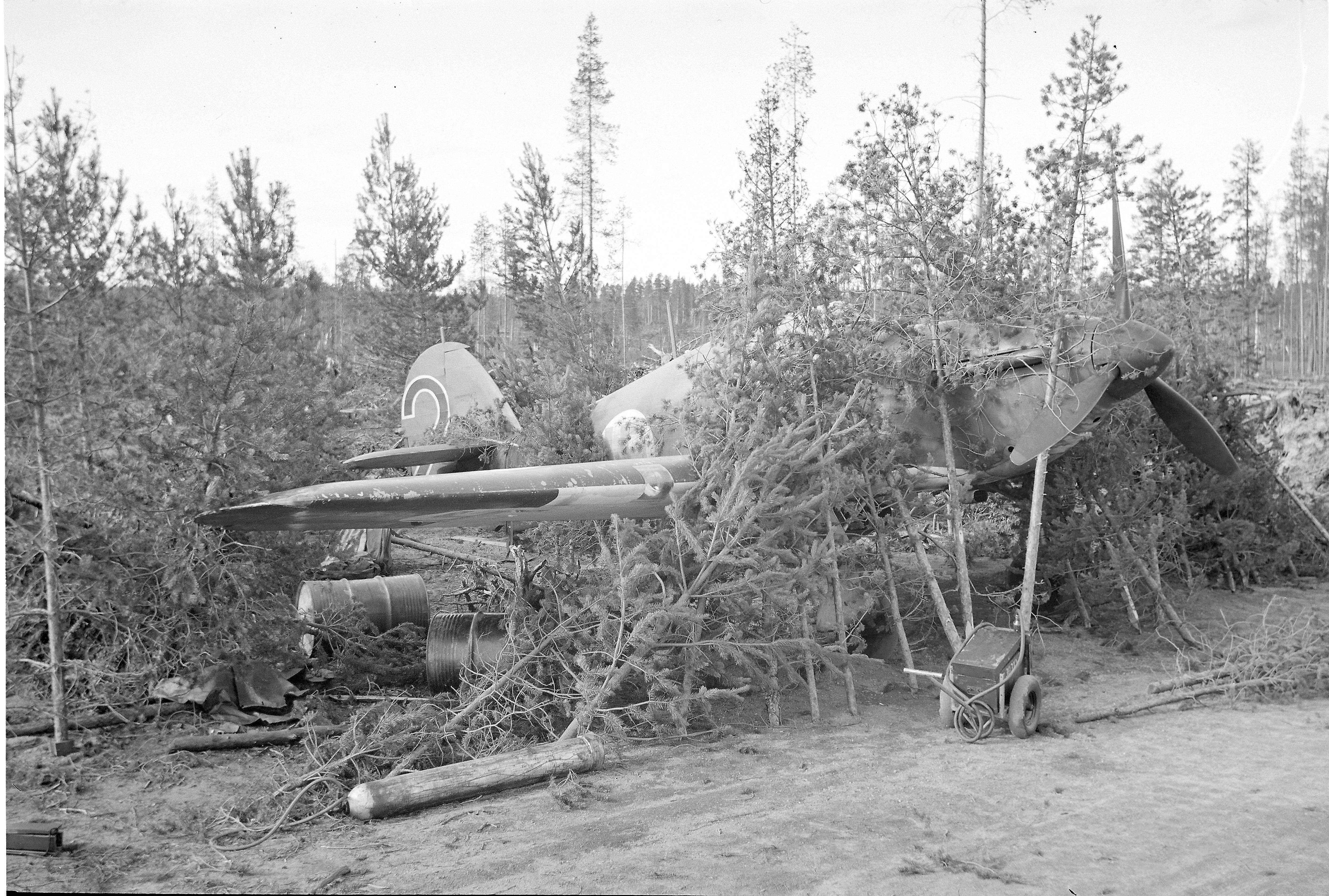
A HC452-es finn Hurricane a tiiksjärvi repülőtéren, álcázva, 1941. szeptember közepén

### Finn Légierő
- 10. század
- 22. század
- 26. század
- 28. század
- 30. század
- 32. század
- 34. század

### Görög Királyi Légierő

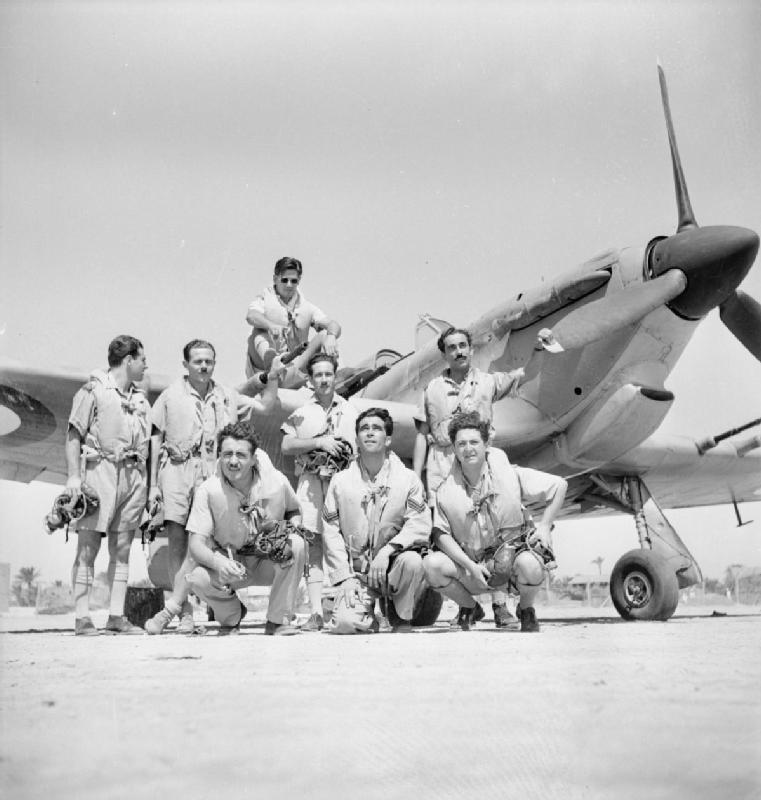
Személyzet pózol a 335. század egyik nehézfegyverzetű Hurricane II-je előtt, Vokes szűrővel felszerelve

Az 1935 és 1973 között működő királyi légierő a világháborúban két RAF század keretei között üzemeltetett Hurricane-okat. Ezeket (I-es és II-es változatokat) Spitfire V-ösökkel együtt a német invázió után kapták a brit újraszervezés során. Közel-keleti brit repülőterekről üzemeltették a repülőgépeket.
- 335th Fighter Squadron (No. 335 Squadron RAF)
- 336th Fighter Squadron (No. 336 Squadron RAF)
- Németország: a Luftwaffe több kényszerleszállt gépet tesztelt a háború során.
- Holland Kelet-India
- Irán
- Japán: a japán hadsereg legalább két Hurricane IIB-t (BE208 és BM900) zsákmányolt a szingapúri csata során.
- Jugoszláv Királyság
- Jugoszlávia
- Norvégia
- Olaszország

### Portugál Légierő
A semleges Portugália három században, három településen állomásoztatott a típusból: Lisszabonban (Lisszaboni védelmi század), az ország közepén Tacos-ban (BA 3) és Lisszabon mellett Otán (BA 2).

### Szovjetunió
Szovjet Légvédelmi ErőÖsszesen 3082 darabot (más forrás szerint 2952 darabot) vettek át a kölcsönbérleti törvény keretében. Az első gépek 1941 szeptemberében érkeztek meg a Szovjet Haditengerészet Északi flottájának légi komponensébe és a Moszkvai légvédelem 6. vadászrepülő-hadtestébe. Ezt követően több más területen is bevetették a keleti fronton. 1943-ban kizárólag légvédelmi feladatokat láttak el velük. A típus egészen 1945 év végéig hadrendben maradt.
- 78 IAP
- 609 IAP

 Szovjet haditengerészeti légierő
- 72 IAP

### Török Légierő
Az 1945. február 23-ig semleges Törökország a térség destabilizációja idején, a Görögországot érintő olasz és német invázió idején jelentős mennyiségű pénzösszeget költött légiereje fejlesztésére, számos vadászrepülőgépet vásároltak össze. Hurricane-ekből az I-es és II-es változatokat kapták meg (1939–1940-ben), mellettük Spitfire-öket, P–40-eseket és MS.406-osokat is üzemeltettek, később P–47-eseket is.

## Harci alkalmazása
Az első ötven Hurricane-t 1938 közepén vették át a brit századok. Ebben az időben a gyártási ütem valamivel a RAF rendszerbeállítási képességeit meghaladta, ezért a kormányzat lehetővé tette a Hawkernek, hogy külföldön értékesítse a többletmennyiséget, csökkentve ezzel a német terjeszkedés okozta veszélyhelyzetet. Ennek tudható be, hogy több európai ország kis mennyiségben rendszerbe állította a típust. Ezt követően a termelést felfuttatták egy gyártásitartalék-tervnek köszönhetően, mely értelmében egy Tartalék légierőt (Auxiliary Air Force) kellett felszerelni a meglévő állomány átfegyverzéséhez és újak felállításához. Az E séma célul tűzte ki, hogy az összes vadászrepülőgép-típusból 500 darabot kell átadni 1938 elejére. A müncheni egyezmény idején azonban mindössze csak két teljesen feltöltött Hurricane-század volt hadra fogható a tizenkettőből, a németek lengyelországi hadjárata idején már 18 század üzemeltette és másik három átfegyverzés alatt állt.
A típus kezdeti harcászati alkalmazását nagyban behatárolta az az elavult, első világháborúból örökölt brit vadászraj-harcászati szemlélet, melyet a spanyol polgárháborúban kifejlesztett német taktika messze felülmúlt hatékonyságban.
A Barking Creek-i incidens
A típus első vesztesége saját légierejének Spitfire-jeitől eredt, amit csak a Barking Creek-i incidens néven neveznek. 1939. szeptember 6-án reggel 6 óra után a 74. század pilótái téves azonosítást követően lelőtték az 56. század két Hurricane-jét. Az egyik pilóta kényszerleszállást hajtott végre, a másik pilóta pedig a lövedékek által életét vesztette és lezuhant. Az eseményben részt vevőket a brit hadbíróság nem marasztalta el, balesetnek minősítették az eseményt. Az első RAF pilótaáldozata volt a háborúban és a Spitfire típus első lelövései is.

### A furcsa háború
A típus a tűzkeresztségen 1939. október 21-én esett át. Azon a napon a brit 46. század egyik járőrbevetésén a lincolnshire-i partok mentén elfogott kilenc He 115B vízirepülőgépet, melyek a 906. osztály 1. századának (1/KüFlGr 906) gépei voltak, melyek az Északi-tengeren kerestek kisebb, támadható hajókat. A Heinkeleket ekkor már támadta a 72. század két Spitfire-je, amikor a 46-osok hat Hurricane-je a helyszínre érkezett. A német repülőgépek a vízfelszín felé ereszkedtek, hogy elkerüljék a brit vadászok támadásait. A Hurricane-ek közbelépésével négy német gépet lelőttek, a 72. század két Spitfire-je pedig másik kettőt.

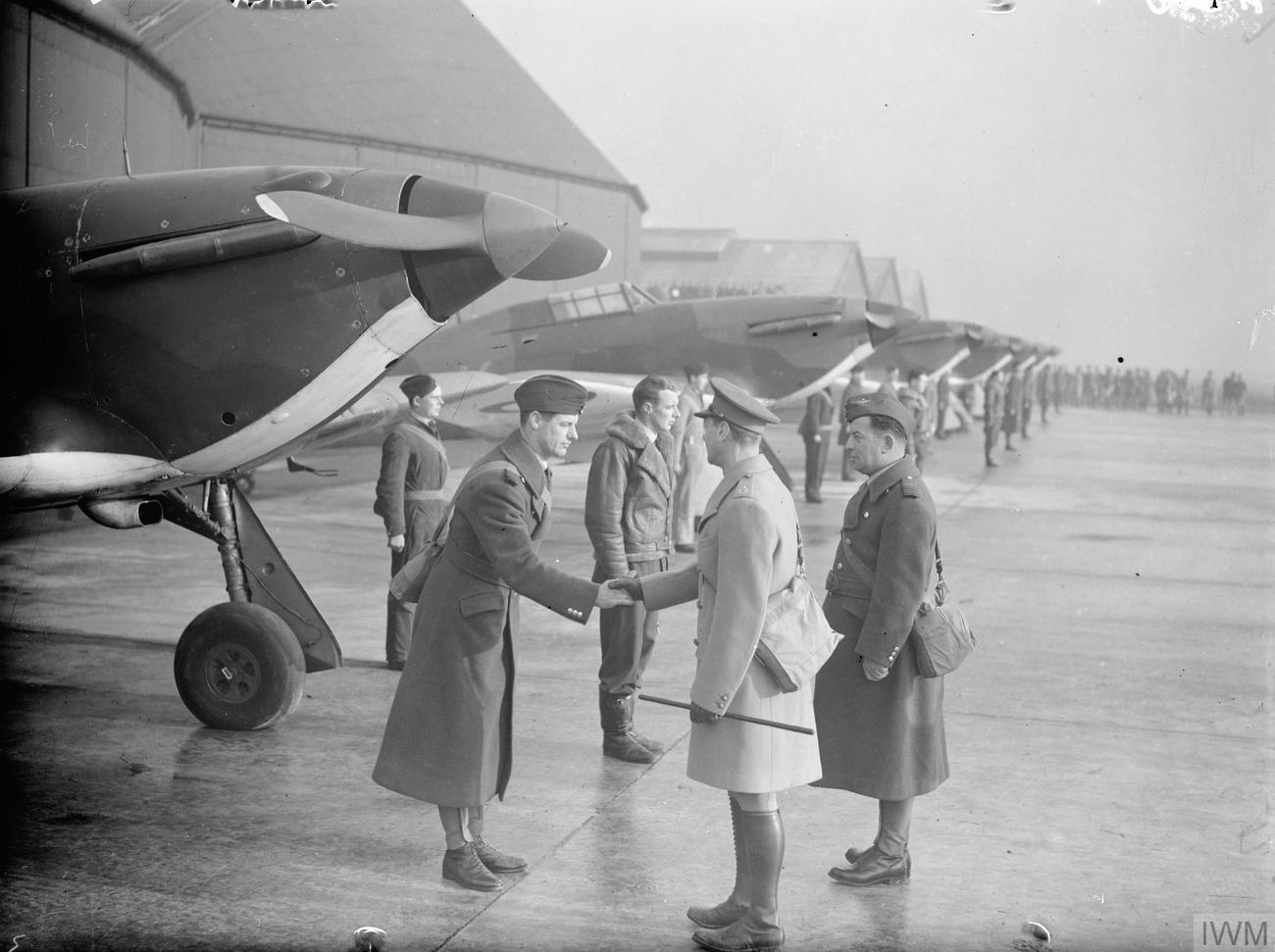
VI. György brit király a kitelepült BEF 87. századánál tart szemlét a francia Lille-Seclin repterén, 1939. december 6-án. Jól láthatóak a kétlapátú, de Havilland gyártmányú légcsavarok

A francia kormány kérésére, melyben tíz vadászszádazot kértek légi támogatási feladatkörrel, Hugh Dowding légimarsall, a RAF Vadászrepülő-parancsnokságának parancsnoka (Commander-in-Chief of RAF Fighter Command) ragaszkodott eme szám csökkentéséhez, mert a brit légvédelmet súlyosan érintette volna, ezért négy századot küldtek: az 1., a 73., a 85. és a 87. századokat, melyek Hurricane-ekkel voltak felszerelve, ezzel a Spitfire-öket a honi légvédelemre tartották vissza. Az első alakulat a 73. század volt, ami megérkezett Franciaországba 1939. szeptember 10-én, nem sokkal később követte őket a másik három is. Követte őket a 607. és a 615. század is, melyek elsődleges feladata a Brit Expedíciós Haderő (British Expeditionary Force, BEF) szárazföldi nemének légi fedezete volt.
Október 30-án Franciaország felett bevetésre kerültek. Az 1. század egyik pilótája, P.W.O. „Boy” Mould hadnagy (Pilot Officer) az L1842-es lajstromú Hurricane-nal lelőtt egy fotofelderítő Do 17P-t. A német gép a határmenti szövetséges repülőterek fényképezését végezte, körülbelül 16 km-re Toultól nyugatra zuhant le. „Boy” Mould lett az első RAF pilóta, aki eredményes lett a kontinensen a második világháború idején. Őt később egy olasz M.C.202 Folgore lőtte le 1941. október 1-jén Málta északi része felett és „ütközetben eltűnt”-nek lett nyilvánítva.
November 6-án P. V. Ayerst hadnagy (Pilot Officer) a 73. századból lett az első, aki összecsapott a német Bf 109-esekkel. A légiharcot követően a törzsön öt lyukkal tért vissza. E. J. „Cobber” Kain hadnagy (Flying Officer), egy új-zélandi érte el a 73-asok első légi győzelmét november 8-án, amíg Rouvres-ban állomásoztak. Ő lett a RAF első ászpilótáinak egyike, összesen 16 gépet lőtt le igazoltan lezuhanásáig.
1939. december 22-én szenvedték el első veszteségüket a RAF franciaországi Hurricane-jei. Egy háromgépes raj egy azonosítatlan repülőgép elfogására emelkedett Metz és Thionville közelében, amikor a német 53. ezred III. osztályának (III./JG 53) négygépes Bf 109E-raja támadta meg őket. A német rajparancsnok maga az osztályparancsnok, a spanyol polgárháború ásza Werner Mölders százados volt. Mölders és Hans von Hahn százados lelőtte R. M. Perry és J. Winn őrmesterek Hurricane-jait, veszteség nélkül.

### A franciaországi csata

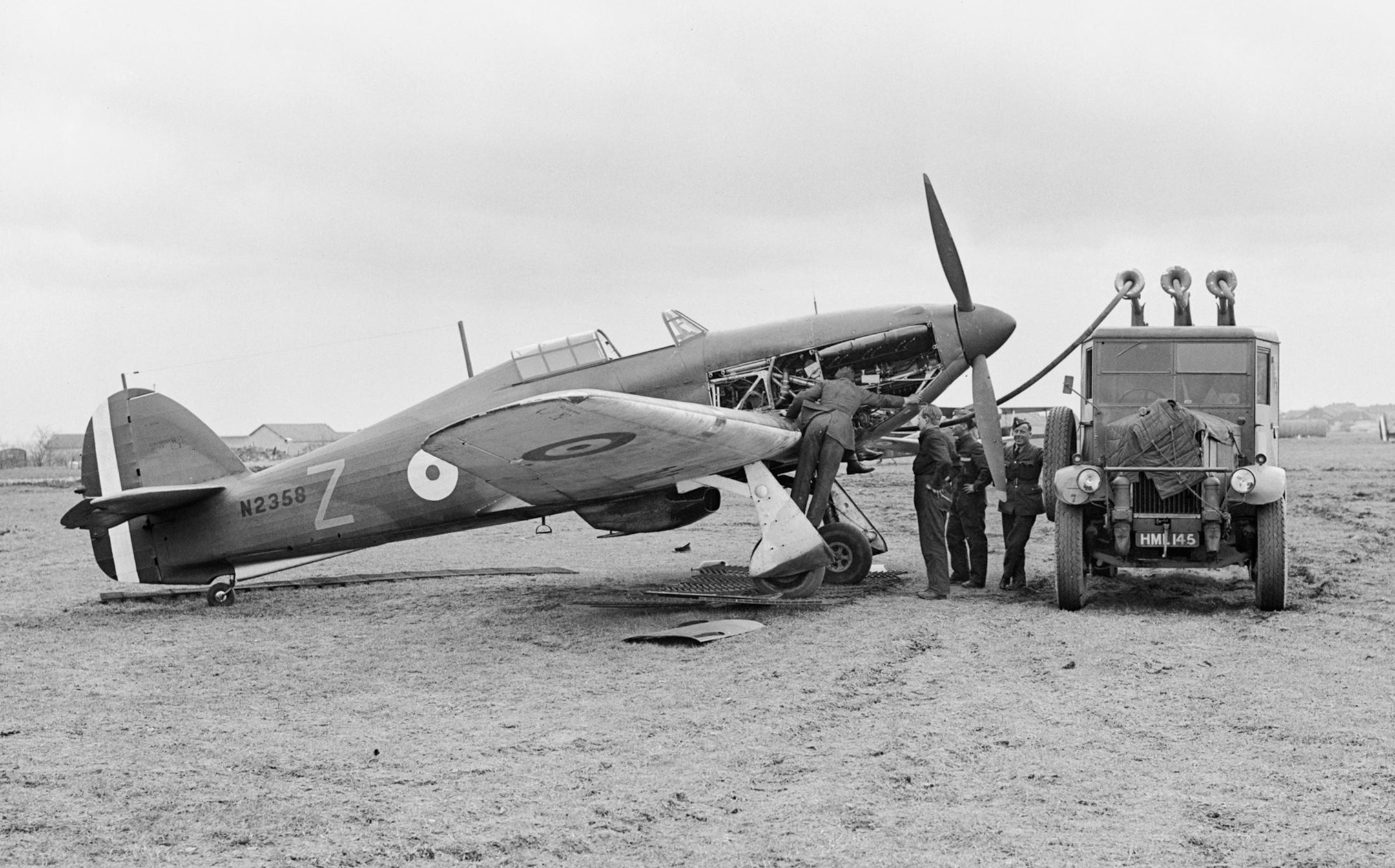
Az 1. század egyik Hurricane I-e üzemanyagot vételez Vassincourt repterén

1940 májusában a 3., 79. és 504. századokkal megerősítették a korábbi BEF századokat a német Blitzkrieg veszélye miatt. Május 10-én, a franciaországi csata első napján a 73. század két pilótja, R. E. Lovett főhadnagy (Flight Lieutenant) és "Fanny" Orton hadnagy (Flying Officer) lett az első két RAF pilóta, akik elfogtak két behatoló német repülőgépet. A 4./KG 2 háromgépes Do 17 raját támadták meg, akik a Rouvres-i támaszpontjuk felé repültek. Egyik Dorniert sem sikerült lelőni, mert Orton találatot kapott és kényszerleszállást kellett végrehajtania. Ugyanazon a napon a Hurricane századok 42 német gépet lőttek le 208 felszállásból, egyik sem volt vadászrepülőgép, de így is hét Hurricane-t lelőttek a német lövészek. Egy brit pilóta sem vesztette életét.
Május 12-én több Hurricane alakulat lett bombázókísérésre rendelve. Azon a reggelen a 12. század öt Fairey Battle-je szállt fel Amifontaine repülőteréről, hogy támadja a Vroenhoven és Veldvedzelt hídjait a Meuse-ön Maastricht közelében. A kíséretre az 1. század nyolc Hurricane-ját irányították P. J. H. "Bull" Halahan százados (Squadron Leader) vezetésével. Maastricht elérése után a 2./JG 27 tizenhat Bf 109E-jével akadtak össze. Két Battle és két Hurricanes, köztük Halahané is, lett lelőve, két további Battle-t a német csapatlégvédelem lőtt le és az ötödik bombázó kényszerleszállást hajtott végre. Az 1. század pilótái négy 109-es és két He 112 lelövését jelentették, azonban a Luftwaffe mindössze egy Bf 109 elvesztését igazolta.
Május 13-án további 32 darab Hurricane érkezett Britanniából Franciaországba. Az összes tíz Hurricane század ezt követően innen látott el feladatokat és került a német offenzíva fő hatókörébe. Tizenegyedikén jelentős veszteségeket szenvedtek: 27 gép lett lelőve, ebből 15-öt Bf 109-esek. Közülük 15 pilóta vesztette életét és egy pár nappal később. J. B. Parnall százados (Squadron Leader) is, az első brit repülőalakulat-parancsnok, aki meghalt a háborúban, illetve az ausztrál ász, Les Clisby is. Az ausztrál Les Clisby ásznak 16 igazolt légi győzelme volt, egy megosztott és meg nem erősített. A háború után kutatók csökkentették ezt az arányt, kilencet tudtak ténylegesen leigazolni és hármat megosztva. A legtöbb jelentés szerint május 15-én lőtték le. Ezen a napon a 3. század 17 német gép lelövését jelentette, a 85. és 87. pedig négyet, a 607. kilencet. A következő három napban (május 15–17.) nem kevesebb mint 51 Hurricane veszett el légi harcokban, vagy balesetekben.
Május 17-én, a harcok első hetének végén már csak három század állt közel teljes hadrafoghatósági szinten, azonban nagyszámú veszteségük ellenére ennek közel kétszeresét lőtték le.
Másnap, 18-án a légi harcok hajnaltól napestig zajlottak. A Hurricane pilóták 57 lelövést jelentettek és 20 valószínűsítettet (a Luftwaffe jelentése szerint 39 gépüket vesztették el). 19-én az 1. és a 73. század összesen 11 német gépet lőtt le (hármat "Cobber" Kain és hármat Paul Richey). Ezen a napon azonban jelentős veszteségeket szenvedtek: 68 Hurricane lett lelőve vagy kényszerleszállt harci sérülései miatt. 15 pilóta veszett el, 11 megsebesült és 8 fogságba esett. A gépállomány 2/3-a lett lelőve Bf 109-esek és Bf 110-esek által.
Május 20-a délután a Hurricane századok parancsot kaptak, hogy észak-franciaországi támaszpontjaikat hagyják el és térjenek vissza Nagy-Britanniába. Még aznap "Bull" Malahan kérvényezte, hogy az 1. század összes pilótáját rendeljék haza. A tíznapos harcok alatt ez a század volt a legeredményesebb: 63 lelövést jelentettek 5 elveszett pilótájuk ellenében. Közülük kettő meghalt, egy fogságba esett és kettő kórházi ellátásra szorult. A Blitzkrieg alatt kiosztott 10 DFC-ből az 1. század volt az egyetlen, amely kapott egyet és három DFM-et. Május 21-én estére már csak egyetlen Hurricane alakulat maradt aktív a RAF Advanced Air Striking Force alakulatai közül. Ezt Troyes köré csoportosították.
A 11 napos harcok alatt a Dunkerque-i kiürítésig a Hurricane pilóták 499 lelövést jelentettek és 123 valószínűsítettet. A háború utáni német archívumok kutatása során 299 német gép lett leírva és 65 szenvedett súlyos sérüléseket a RAF vadászrepülőgépeitől. Amikor az utolsó Hurricane június 21-én elhagyta Franciaországot, a 452 darab kitelepült gépből csak 66 tudott visszarepülni Nagy-Britanniába. 178-at hagytak hátra az alakulatok Merville, Abbeville, Lille/Seclin és más légi támaszpontokon.

### A Dynamo hadművelet
A dunkerque-i kiürítés alatt a Hurricane-ek brit támaszpontokról üzemelve látták el légtérvédelmi feladataikat. 1940. május 26. és június 3. között a tizennégy Hurricane század 108 lelövést jelentett. Összesen huszonhét pilóta lett ász a hadművelet alatt, a lelövési listát 10 lelövéssel a kanadai W. L. Willie McKnight hadnagy (Pilot Officer) vezette, akit 7 lelövéssel Percival Stanley Turner hadnagy (Pilot Officer) követett, aki a 242. században szolgált legtöbbjük kanadai pilóta volt. A hadművelet alatt 22 Hurricane pilótát vesztettek el és három esett fogságba.
A Blitzkrieg utolsó tömeges légi harcainak egyikében május 27-én az 501. század 13 Hurricane-je elfogtak 24 He 111-et, melyeket 20 Bf 110 védett. A légi ütközetben 11 Heinkel lett lelőve, több más megrongálva, Hurricane-veszteség nélkül. A következő nap a JG 26 három osztálya lelőtt 12 brit vadászrepülőgépet: hat Spitfire-t Dunkerque felett és hat Hurricane-t Oostende partjainál. Május 29-én az I./(J)LG 2 lelőtt nyolc Hurricane-t Dunkerque-nél és néhány Morane-Saulnier MS.406-ot St. Quentinnél.
Június 7-én Edgar James "Cobber" Kain a fent említett hazarepülése során vesztette életét, egy kiképzőalakulatba (Operational Training Unit) rendelték volna.
A Luftwaffe gépeivel szembeni kezdeti összecsapások megmutatták, hogy a Hurricane hatékony vadászrepülőgép lehetne, jó manőverező képességgel, kis fordulósugárral, azonban a Watts-féle kétlapátos légcsavar egyértelműen alkalmatlan. Jellemző volt erre több pilóta olyan panasza, hogy a He 111 bombázó üldözés közben képes volt távolodni a Hurricane-től, ami bombázó létére nem csekély eredmény. A háború kezdeti időszakában a britek 87 oktános repülőbenzint alkalmaztak a motorokhoz. 1940 elejétől egyre nagyobb mennyiségben alkalmazták a 100 oktános üzemanyagot, amit az USA-ból importáltak. 1940 februárjában a típus már a Merlin II és Merlin III motorokkal üzemelt, melyekben már alkalmazni kezdtek feltöltőket, amik 41 kPa-lal (6 psi) nagyobb üzemi nyomást értek el öt perc erejéig (vannak feljegyzések 30 perces folyamatos üzemről is). A feltöltővel megnövelt teljesítmény közel 190 kW-tal (250 LE) jelentett többet, repülési sebességben 40–56 km/h többlet mutatkozott 4600 méteres magasságban. és érezhetően megnőtt a repülőgép emelkedő képessége. Ez a teljesítménynövelés nagy mértékben volt fontos a német Bf 109E vadászgépekkel szemben vívott légi harcoknak és lehetővé tette fölényének növelését a Bf 110C-kel szemben, különösképpen alacsony magasságban. A +12 lbf/in² (83 kPa) „vészteljesítménnyel” ("emergency boost") a Merlin III képes lett 977 kW (1,310 LE) teljesítményt leadni 2700 méteres (9000 láb) magasságon. Ahhoz, hogy ezt a megnövekedett teljesítményt ki lehessen használni, a típust felszerelték egy új, háromlapátos Rotol gyártmányú, állandó sebességű légcsavarra, melyet 1940 májusától kezdtek meg a RAF alakulataihoz leszállítani, ami folytatódott az angliai csata idején is. Az új légcsavar a típus teljesítményét jelentősen javította a de Havilland kétlapátú légcsavarjához képest.

### Az angliai csata

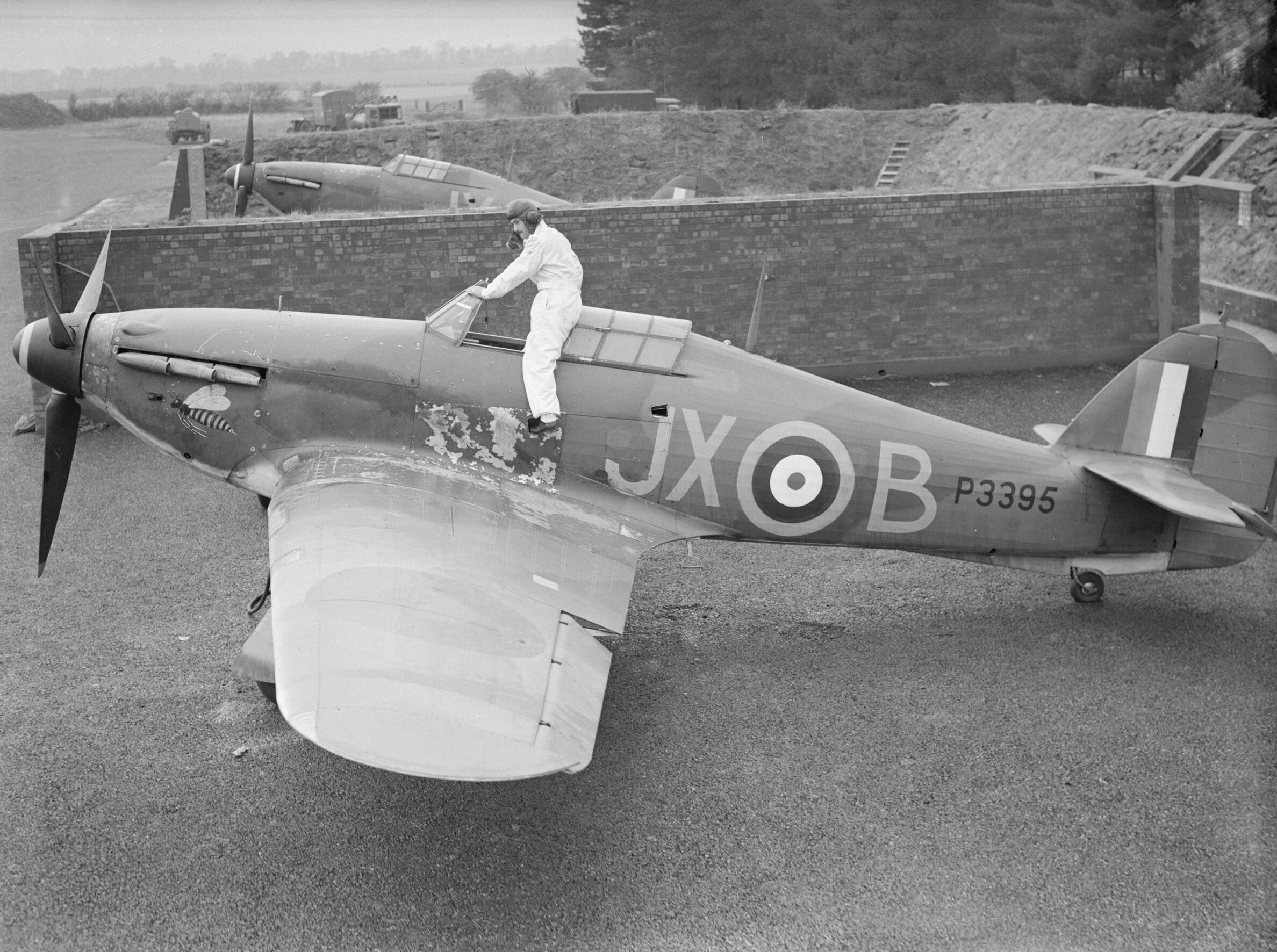
Az 1. század egyik Hurricane I-e RAF Wittering-ben, melyet A. V. Clowes hadnagy repült

1940 júniusának végén, miután Franciaország elesett, a RAF 36 vadászrepülő-századának többsége Hurricane-ekkel volt felszerelve. Az angliai csata hivatalosan július 10-i kezdetétől október 31-éig tartott, azonban a jelentősebb légi harcok augusztus 8-tól szeptember 21-éig tartottak. Mind a Spitfire és a Hurricane jelentős szerepet játszott a Luftwaffe támadásainak visszaverésében. Világossá vált már a kezdeti szakaszban, hogy a korszerűbb, gyorsabb Spitfire feladatköre lesz a német vadászok elleni küzdelem, a könnyebb Hurricane-ek pedig a német bombázók elleni támadásokra koncentrálnak. Mindezeket jól mutatja, hogy a Vadászrepülő-parancsnokság (Fighter Command) adatai szerint a csata alatt lelőtt 2739 német repülőgép 55%-át a Hurricane-ek teljesítették, szemben a Spitfire-ök 42%-ával.
A típusnak azonban voltak jelentős hiányosságai. Egyik legnagyobb, hogy lassabb volt mint a Spitfire I és II, illetve a Messerschmitt Bf 109E, melyet vastag profilú szárnya okozott, noha mindkét típust képes volt lefordulni. A német vadászgéppel szembeni nyilvánvaló hiányosságai ellenére képes volt vele szemben eredményesen harcolni, főként alacsony magasságban voltak jó esélyei a fölényre. A németek alapvető taktikája volt gépük emelkedőképességi fölényét kihasználva függőleges manőverekkel elemelkedni, majd magasságfölényben rázuhanni a célokra. A Hurricane-ek ezt kifordulással, vagy dugóhúzóba süllyedéssel tudták elhárítani, amit a 109-esek lassabb orsózóképességeik miatt nehezebben tudtak követni. Ha egy Bf 109-cel került manőverező légiharcba, a Hurricane jobban ki tudott fordulni a támadások elől mint a Spitfire. Egyszerű üldözésben a Bf 109 azonban könnyen lelőhette a Hurricane-t. 1940 szeptemberében a jóval erősebb Hurricane IIa series 1 típus megkezdte a szolgálatot, azonban csak csekély létszámban. Ennek a változatnak a végsebessége már 550 km/h (342 mi/h) is lehetett.
A Hurricane ideális fegyverplatform is volt és sérülésállósága is gyakran bizonyított. Azonban, noha szerkezete erős volt, a tűzzel szembeni ellenállása csekélynek volt mondható. A hátsó fa szerkezetek és vászon borítások hamar lángra borulhattak és tönkre mehettek. Másrészt, a műszerfal előttre beépített üzemanyag tartály semmiféle védelemmel nem volt ellátva a pilótára nézve. Sok Hurricane-pilóta szenvedett súlyos égési sérüléseket a kabintérbe spriccelő, lángra kapott benzin miatt. Ezek miatt Hugh Dowding elrendelte, hogy a Hawker mihamarabb szerelje át a gépek törzstartályait tűzbiztos, ún. Linatex anyagúakra. A legtöbb Hurricane-pilóta azonban úgy gondolta, hogy a szárnytartályokat kellene inkább Linatex-el bevonni, amik inkább tűzveszélyesebbek a hátsó támadások miatt, mint a műszerfal előtti törzstartály.
Július 10 és augusztus 11 között például a RAF vadászrepülői összesen 114 német bombázót támadtak meg és lelőttek 80-at közülük, mellyel a lelövési arány 70%. Bf 109-ekkel szemben a RAF vadászai megtámadtak 70-et és lelőttek 54-et, az arány 77%. Eme sikerben feltehetően annak is szerepe van, hogy a brit vadászrepülőgépekbe általánosan kezdték alkalmazni a de Wilde-féle gyújtó lövedékeket.
Csakúgy mint a szintén Merlin motoros Spitfire-ök esetében, a motor negatív-g (orr-ral erősen lefelé bólintó) manőver esetén leállt, mert az üzemanyag-adagoló nem tudta feladatát ellátni. Ez a probléma egészen 1941 elejéig fennállt, amíg be nem szerelték a „Shilling kisasszony nyílása” (Miss Shilling's orifice) becenevű eszközt a motorokba.
Az angliai csata idején mindössze egyetlen Victoria-keresztet adományoztak, a 249. században repülő Eric Nicolson főhadnagynak (Flight Lieutenant). Ő volt az egyetlen a háború alatt a Vadászrepülő-parancsnokság állományában, aki megkapta ezt a kitüntetést. 1940. augusztus 16-án három gépből álló Hurricane-raja összeakaszkodott több német Bf 110-zel. Mindhárom brit gépet egyszerre találták el. Nicolson súlyosan megsérült és Hurricane-ja a sérülések miatt lángra gyulladt. Mikor úgy döntött, kiugrik a pilótafülkéből, észre vette, hogy az egyik Bf 110 tovább lövi a repülőgépét. Visszaült a fülkébe, ami már lángokban állt, rövid manőversorozatban elfogta ellenfelét és feltehetőleg le is lőtte.

### Éjszakai vadászatok

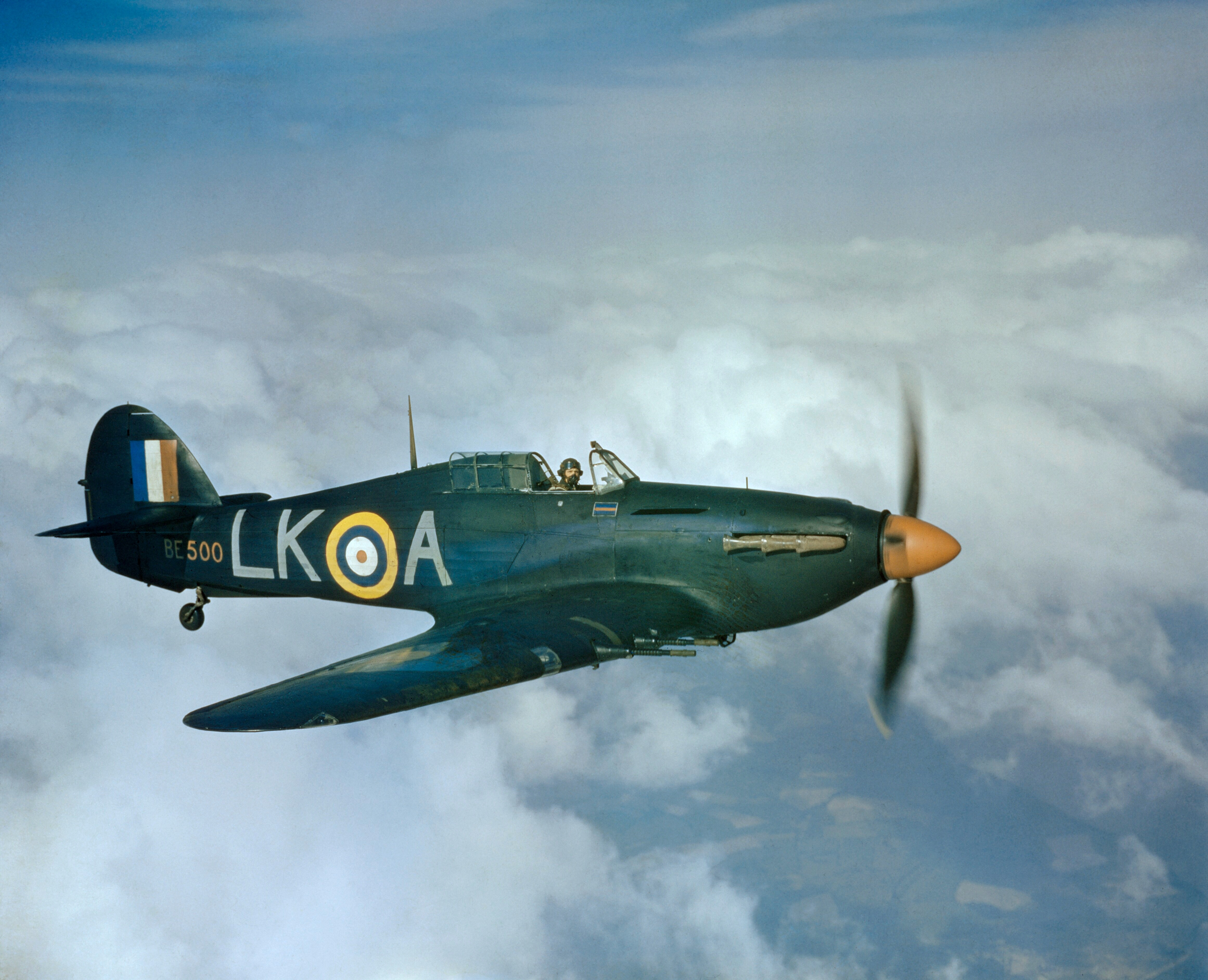
A BE500 lajstromú Hurricane IIc éjszakaivadász, RDM2 (Special Night) színekre festve valamikor 1942 elején. A géppel Dennis Smallwood százados (Sqn. Ldr.) repült, a 87. század parancsnoka

Az angliai csatát követően a Hurricane-ek továbbra is szolgálatban maradtak és az 1941-es The Blitz idején elsődlegesen mint együléses éjszakai vadász feladatkörben alkalmazta őket a Vadászrepülő-parancsnokság (Fighter Command). Festésük jellemzően fekete színű volt. Richard Stevens főhadnagy (F/Lt.) összesen 14 német bombázót lőtt le ebben az 1941-es időszakban.
A következő évben, 1942-ben állt szolgálatba a 20 mm-es ágyúkkal felszerelt IIc változat, mellyel sikerült tovább növelni az éjszakai bombázásokra rendelt német veszteségeket. Emigránsként az 1. században szolgáló, cseh származású Karel Kuttelwascher főhadnagy (F/Lt) vezette a lelövési listát 15 német bombázóval. Szintén ebben az évben építettek át tizenkét gépet IIc(NF) változatra, melyekbe a pilóta által működtetett rádiólokátort (Air Interception Mark VI) építettek be. A gépeket a 245. és a 247. századokba rendelték, melyek aztán túl lassúnak bizonyultak az európai szolgálathoz, ezért Indiába telepítették őket a 176. századhoz Kalkutta védelmére. Őket 1943 decemberében vonták ki az aktív szolgálatból.

### Észak-Afrika

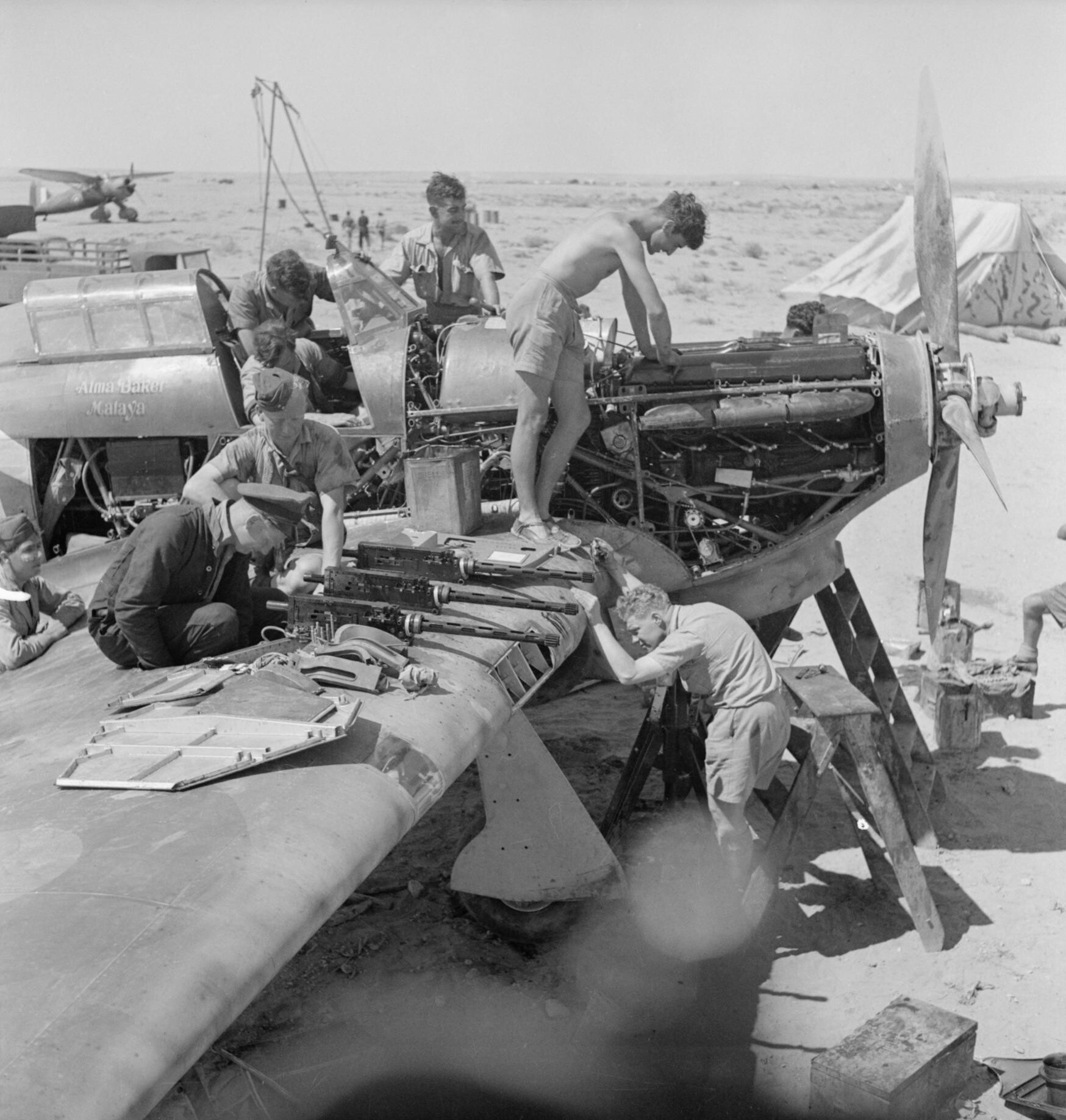
Karbantartó munkák zajlanak a 274. század egyik Hurricane-ján Tobruk ostroma idején

A Hurricane II változatot rövid időn belül felkészítették trópusi üzemre, amikor az Olasz Királyság hadba lépett 1940 júniusában. Ezek az átalakított gépek Franciaországon át repültek az Egyiptomban állomásozó 80. századhoz, leváltani a Gloster Gladiatorokat. A típus első légi győzelmét a Földközi-tenger térségében 1940. június 19-én érte el, amikor P. G. Wykeham-Barnes főhadnagy (F/O) lelőtt két Fiat C.R.42-t. A sivatagi légierő 1941. októberi megalakulása előtt és alatt több nemzetközösségi légierő üzemeltette a típust. Jelentős veszteségeket szenvedtek Észak-Afrika felett, miután a Luftwaffe körzetbe rendelte Bf 109E és F változatokkal felszerelt vadászrepülő-osztályait. A Hurricane fokozatosan átvette 1941 júniusától a légtérvédelmi feladatkört a P–40 Warhawkoktól. A kissé átalakított típusváltozat immár képessé vált bombázó feladatkört is ellátni, innen kapta „Hurribomber” becenevét. A 20 mm-es gépágyúkkal felszerelt gépek 230 kg-os bombaterheléssel ideális vadászbombázókká váltak. 1941 novemberétől a líbiai sivatagban egy új olasz típussal, az M.C.202 Folgoréval kerültek szembe. Az olasz típus manőverező légiharcban minden paraméterben jobbnak mutatkozott a Hurricane-eknél, köszönhetően korszerű sárkányának és a német DB 601 motor licencgyártott változatának.
Az ötnapos el-alameini csata alatt és után, ami 1942. október 23-ának éjjelén tüzérségi zárótűzzel kezdődött, hat Hurricane-század, köztük a 40 mm-es szárny alatti ágyúkkal felszerelt Hurricane IID változatok, elpusztítottak 39 harckocsit, 212 szállító járművet, 26 tartályautót, 42 tábori löveget, 200 darab egyéb járművet és négy kisebb üzemanyag és lőszerellátó központot. Összesen 842 felszállást teljesítettek és 11 pilótát vesztettek el. Immár kizárólag csapásmérő feladatkörben, 1943. március 10-én a tripoli RAF Castel Benito támaszpontról kiindulva kilőttek 6 harckocsit, 13 páncélozott járművet, 10 szállítójárművet, 5 féllánctalpas lövészszállítót, 1 vontatott ágyút vontatójával, valamint egy kábelfektető járművet, saját veszteség nélkül.

### A máltai csata
A Hurricane-ok Málta védelmében is jelentős szerepet játszottak. Amikor 1940 májusában Olaszország Németország oldalán belépett a háborúban, Málta légvédelmét mindössze egy maréknyi, 4-6 darab Gloster Gladiator látta el a 17 napig tartó első légi támadások alatt. Négy Hurricane csatlakozott a légvédelemhez június végén és együtt néztek szembe júliusban a Szicíliában állomásozó 200 ellenséges repülőgéppel. Ebben az időben összesen egy-egy Gladiator és Hurricane veszett el.

Augusztus 2-án újabb erősítést kaptak 12 darab Hurricane és 2 darab Blackburn Skua képében. Ezek a gépek a Hurry hadművelet keretében érkeztek a szigetre, a HMS Argus repülőgép-hordozóról szálltak fel.
A növekvő számú brit repülőgépek láttán az olasz vezetés kérte a német Ju 87-esek bevetését a repülőtér ellen. Noha a szigetet arányaiban csak egy kevés vadászrepülőgép védte, a Luftwaffe erői, Szicíliáról felszállva, nem tudták egykönnyen megtörni a légtérvédelmet. A következő hónapokban számtalan támadóbevetést hajtottak végre és eközben újabb 23 Hurricane érkezett 1941 április végéig. Egy hónappal később aztán a német repülőcsapatok elhagyták a térséget a Barbarossa hadműveletre való felkészülés miatt.
Málta meglehetősen fontos helyet foglalt el az észak-afrikai hadjáratok utánpótlás-vonalaiban. Emiatt, a DAK-nak nyújtott segítségül, 1942 elején a német repülőcsapatok ismét a sziget légvédelmének megtörését kapták feladatul. Márciusig, a harcok tetőpontjáig, újabb 15 darab Spitfire érkezett a HMS Eagle repülőgép-hordozó fedélzetéről, azonban az új gépek nagy része elveszett a földön a német gépek támadásai során, és ismét csak a Hurricane-ekre hárult a sziget védelme az újabb erősítések megérkezéséig.

### Szovjetunió légvédelme
A Hurricane volt a szövetségesek első repülőgéptípusa, ami a kölcsönbérleti törvény értelmében a Szovjetunióba érkezett, összesen 2952 darab. Ez lett a legismertebb külföldi típus a szovjet repülőcsapatoknál. A szovjet pilóták csalódottak voltak a Hawker vadászgépében, mivel rosszabb teljesítményt mutattak a német és szovjet gépeknél.
A Barbarossa idején fontos feladat hárult a II. altípusra, amikor a szovjet vezetés kevesebb mint három hónapon alatt Leningrád alatt tudta csak megállítani a német csapatokat, valamint azok Moszkvát és a déli olajmezőket is fenyegették. Az Egyesült Királyság megkezdte utánpótlások szállítását az olyan északi kikötőkbe mint Murmanszk. Ezek az ellátó hajókonvojok a finnországi német repülőalakulatok hatósugarain belül voltak kénytelenek útjukat teljesíteni, ezért a 151. RAF ezred 81. és a 134. századainak Hurricane IIB-i látták el a konvojvédelmet. Huszonnégy gépet a HMS Argus repülőgép-hordozó szállított, amelyek 1941. augusztus 28-án érkeztek meg Murmanszkba és egy tizenöt darabos mennyiség érkezett ládákba berakodva a teherhajókon. Ezek a repülőgépek aztán a konvojvédelmeken kívül a szovjet bombázók légi fedezetét is ellátták.
Amikor 1941 októberében a német aktivitás csökkent a Moszkva elleni előretöréshez Leningrád alól átvezényelt német csapatokat hiánya miatt, a RAF pilótái és műszaki csoportja megkezdte a szovjet állomány típusátképzését. 1941 végére a RAF befejezte feladatait, viszont az üzemeltetett repülőgépeiket ott hagyták a szovjet állománynak, képezve az első garnitúráját a brit és amerikai szövetségeseitől kapott több ezer vadászrepülőgépeinek.
Noha a szovjet pilóták nem lelkesedtek a típus iránt, például Borisz Szafanov alezredes egyenesen szerette. A RAF Hurricane IIB-i a Murmanszk környéki légtérvédelemben lelőttek 15 német repülőgépet és mindössze egyet vesztettek el csupán. Több háborús visszaemlékezésben azonban negatívan emlegetik a típust.
Mint arra a szovjet pilóták is rájöttek, a típus hibái között szerepelt, hogy 40–50 km/h-val lassabb a Bf 109E-nél alacsony és közepes magasságokon és alacsonyabb az emelkedőképessége is. Kisebb tömege és nagyobb ellenállású szárnya miatt lassabban zuhan német ellenfelénél és legfőképp fegyverzete volt elégtelen. A nyolc vagy tizenkét kis űrméretű géppuskája nem rombolta kellőképp a célgép szerkezetét, emiatt a szovjet kiszolgáló személyzet megkezdte a típus átfegyverzését. A tizenkét géppuskából négyet vagy hatot rendszeresítettek: két 12,7 mm-es Berezin UB-t és két vagy négy 20 mm-es SVAK ágyút építettek be, azonban a nehezebb fegyverek és lőszerek miatt a teljesítmény tovább romlott.

### Finn szolgálatban

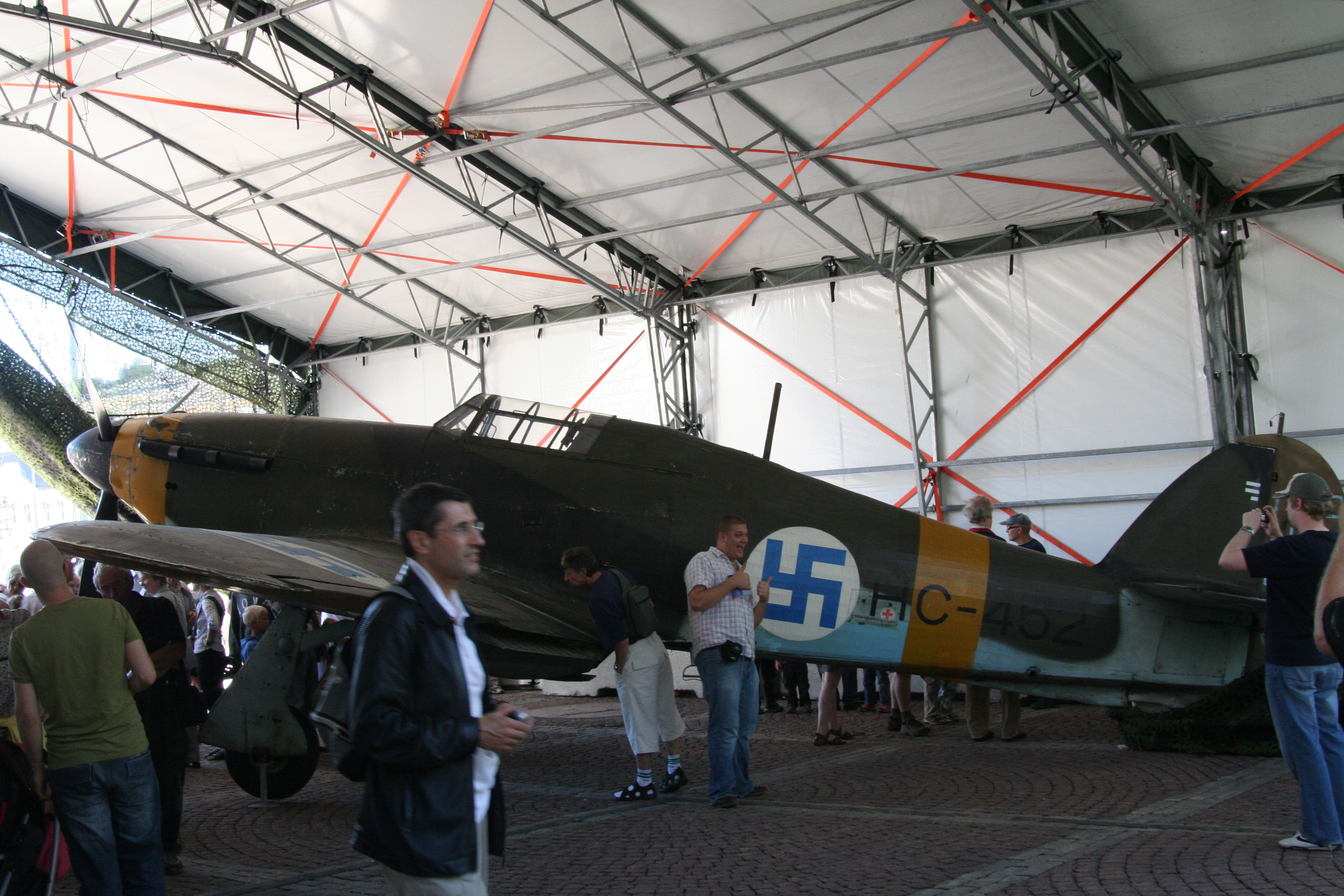
Egyike a fennmaradt Hawker Hurricane-eknek, melyeket a Finn Légierő alkalmazott a második világháború idején

### Burma, Ceylon, Szingapúr és Holland Kelet-India

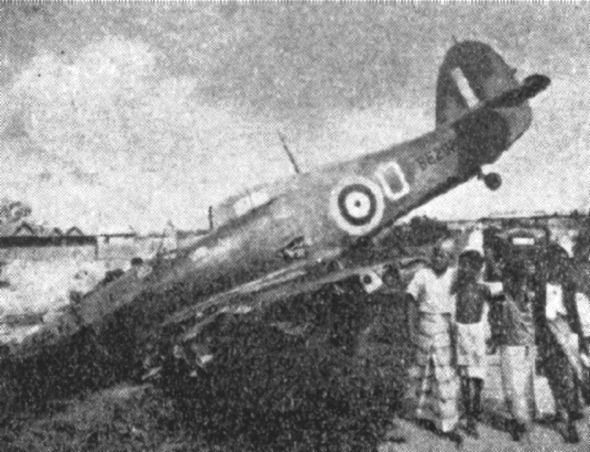
Egy Hawker Hurricane II a 232. század állományából, melyet 1942. február 8-án lőttek le a szingapúri csata idején

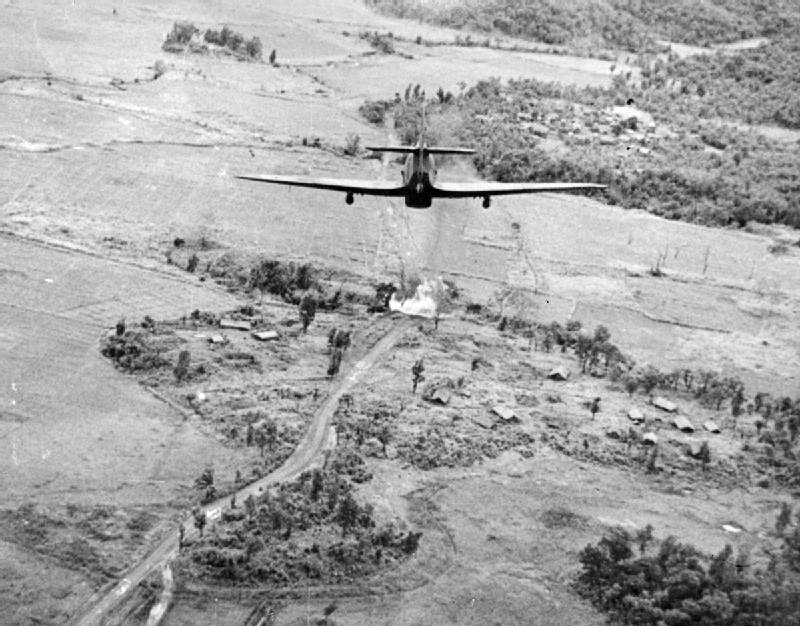
A RAF 42. századának Hurricane IIC-i a burmai tiddimi út egyik hídját támadják. A század ekkoriban Kangla mellett állomásozott

A japánokkal szembeni csendes-óceáni háború kitörését követően 51 darab Hurricane II lett szétszerelve elküldve Szingapúrba. A gépekkel 24 pilótát küldtek ki, akik közül a legtöbb az angliai csata veteránjai voltak. Itt öt kis századot hoztak létre az állományból 1942. január 3-i megérkezésüket követően. Ekkoriban a Szingapúrt védő vadászszázadok Brewster Buffalókkal repültek, melyeket a japán támadások túlterheltek a malájföldi csatában. A Császári Japán Hadsereg Légiszolgálatának vadászrepülő-gerincét a jobb paraméterekkel rendelkező Ki–43 Hajabusza típus alkotta, azonban alábecsülték a britek képességeit létszám és harcászati vezetésiképesség tekintetében egyaránt.
Köszönhetően a brit 151. karbantartóegység (151st Maintenance unit) katonáinak, az 51 Hurricane 48 órán belül összeszerelt állapotban várta a tesztelési, berepülési folyamatok végrehajtását. Ezek közül 21 gép három napon belül harckésszé lett téve. A Hurricane-okat felszerelték Vokes porszűrőkkel, melyeket az orr alá építettek be és 12 darab 7,7 mm-es géppuskát építettek be a szárnyakba a korábbi 8 helyett. Ez a megnövekedett tömeg csökkentette az emelkedő és kismagasságú manőverező képességeiket, azonban ideális fegyverekké váltak a japán bombázók lelövésére.
A legelső hajózóállományból megalakították a 232. századot. Ezen kívül a térségben állomásozott még a 488. új-zélandi század is, melyek addig Buffalókkal repültek, átfegyverezték őket Hurricane-ekre. 1942. január 18-án ez a két század alkotta a 226. osztály (No. 226 Group RAF) alapjait. A 232. század január 22-én érte el a hadrafoghatóságot és ezen a napon szenvedte el első veszteségeit és légi győzelmeit, velük a típus is Délkelet-Ázsiában. Január 27 és 30. között újabb 48 darab Hurricanes IIA érkezett az HMS Indomitable repülőgép-hordozó fedélzetén, melyek a P1 és P2 kódjelű repülőterekre települtek ki a holland kelet-indiai Szumátra Palembang települése közelében.
A szumátrai korai előrejelző rendszerek hiányának köszönhetően a japán légi rajtaütések 30 Hurricane-t a földön semmisítettek meg, a legtöbbjüket a február 7-i támadás alatt. Miután február 10-én a japánok bevették Szingapúrt, a 232. és 488. századok maradéka áttelepült Palembangba. A harmadik napon azonban, február 13-án japán ejtőernyősök megkezdték a település környékét megszállni. Másnap, 14-én a Hurricane-ek elsüllyesztettek 6 japán szállítóhajót, azonban 7 gépet elvesztettek ezalatt. Február 18-án a megmaradt szövetséges repülőgépek és más személyzeteik áttelepültek Jávára. Ekkor már csak 18 darab Hurricane maradt javítható állapotban az eredeti 99 darab gépből.

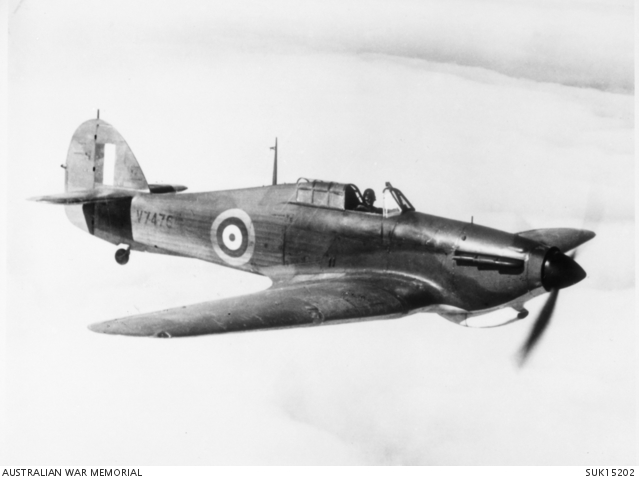
A V7476 lajstromú Hurricane egyike volt a Szingapúrból evakuált gépeknek és az egyetlen, amely Ausztráliába települve szolgált a világháború alatt. Jól megfigyelhető az orr alatti Vokes szűrő, mely számos változatban volt alkalmazva a csendes-óceáni Hurricane-eken

Jáva megszállását követően a legtöbb pilóta tengeri úton Ausztráliába lett evakuálva. A 226. osztály egyetlen Hurricane-ját, amit nem tudtak korábban összeszerelni, átadtak az Ausztrál Királyi Légierőnek, mely így az egyedüliként szolgált Ausztráliában kiképzési és más, nem harctéri feladatokat ellátva.
A japán repülőgéphordozó-csapásmérő kötelék 1942 áprilisában Nagumo Csúicsi tengernagy vezetése alatt megkezdte az indiai-óceáni rajtaütéseiket a britek ellenőrizte támaszpontokkal szemben. Elsők között a ceyloni Colombo RAF-Hurricane-támaszpontot támadták meg április 5-én és a Trincomalee-öblöt április 9-én.
Az április 5-i támadást az a Fucsida Micuo százados vezette, aki részt vett a Pearl Harbor-i támadásban is. Columbo ellen 53 darab Nakajima B5N torpedóbombázót és 38 darab D3A Val zuhanóbombázót vezetett, melyeket 36 darab A6M Zero vadászrepülőgép biztosított. Ellenük 35 darab Hurricane I és IIB szállt fel a 30. és a 258. RAF századokból, velük együtt 6 darab Fairey Fulmar vett részt az elfogásokban a 803. és 806. FAA századokból. A Hurricane-ek próbálták a japán bombázókat elfogni, azonban a Zerók hatékonyan látták el kísérővadász feladataikat. Összesen 21 darab Hurricane lett lelőve, közülük kettő javítható állapotban maradt, a hat Fulmarból pedig négyet lőttek le és 6 Swordfish-t a 788. FAA századból, akiket meglepett a japán támadás. A RAF 18 darab japán repülőgép lelövését jelentette, 7 valószínűsített lelövését és 9 megrongálását. Ezek között egyet egy Fulmarnak igazoltak, ötöt pedig a csöves légvédelemnek. Ezek némi ellentmondást mutatnak a japán adatokkal: 1 Zero, 6 D3A lelövése és további 7 D3A, 5 B5N és 3 A6M megrongálódott.
1942. április 9-én a japán csapásmérő kötelék 91 darab B5N-t indított 41 Zero kíséretében Trincomalee kikötője és a közelben levő China Bay légi támaszpont ellen. Velük szemben összesen 16 darab Hurricane vette fel a harcot, melyből nyolcat elvesztettek, hármat a japánok megrongáltak. Nyolc japán repülőgép lelövését jelentették, négy valószínűsített lelövésével, legalább ötöt megrongáltak. A japán adatok szerint 3 A6M és 2 B5N lett lelőve és további 10 B5N megrongálva.

### Háborús epilógus

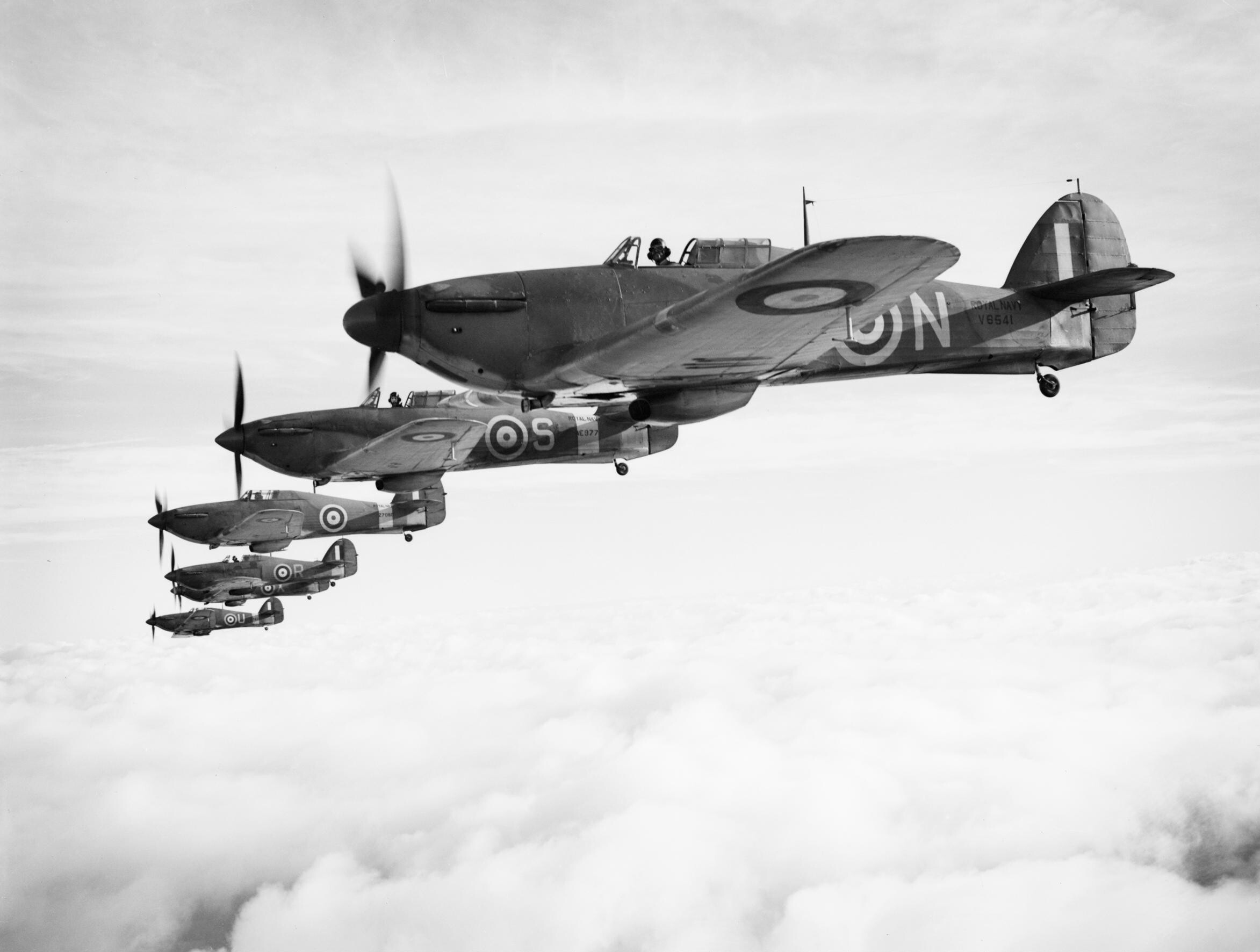
Hat Sea Hurricane IB kísérőalakzatban 1941 decemberében

Az Arakan feletti 1943-as légi harcok idején alkalmazták a térségben a legnagyobb számban mint nappali vadászrepülőgépként. A burmai hadjáratok alatt mint vadászbombázó is bevetésre kerültek egészen a háború végéig, vegyes szolgálatban. Például 1944. február 15-én az Indiai Légierő 6. századának egyik pilótája, Jagadish Chandra Verma (Flg Off) lelőtt egy Ki–43 Hajabuszát, mely az első és egyetlen légi győzelme volt légierejének az egész háború alatt. A Hurricane megmaradt vadászbombázónak a Balkán felett is, majd visszatérve a brit szigetekre, másodvonalbeli feladatokat láttak el ezekkel a századokkal. 1944 közepén 'Jas' Storrar (Sqdn Leader) az 1687 oldalszámú Hurricane-nal szállította le a létfontosságú leveleket a szövetséges haderők között Franciaországban a normandiai hadjárat idején.

### Repülőgéphordozó-fedélzeti üzemeltetés
A hordozófedélzetre átalakított változatot, a Sea Hurricane-t 1941 közepén állították szolgálatba és első légigyőzelmét az HMS Furious fedélzetéről felszállva érte el 1941. július 31-én. A következő három évben a Brit Flottalégierő Sea Hurricane-jai a Brit Királyi Haditengerészet repülőgép-hordozóin teljesítettek szolgálatot, ahol figyelemre méltó győzelmiarány-értéket értek el (28 lelövésre 8 veszteséget a Harpoon és Pedestal hadműveletek alatt) Elsősorban a máltai konvojok védelmét ellátva és az Atlanti-óceánon szolgáló kísérő-repülőgép-hordozókon települve. Például 1944. május 26-án a RN Sea Hurricane-jei az HMS Nairana fedélzetéről felszállva elfogtak és lelőttek három Ju 290 felderítő repülőgépet, miközben egy hajókonvojt védtek.
Madagaszkár bevétele
1942 májusa és novembere között a brit tengerészeti erők megtámadták és bevették a Vichy-Franciaország ellenőrzése alatt tartott Madagaszkárt az Ironclad hadművelet keretében. A légi fedezetet a 880. század 6 darab Sea Hurricane-je látta el az HMS Indomitable és a 881. és 882. századok 18 darab Martlet-je az HMS Illustrious brit repülőgép-hordozók fedélzetéről. A támadást az tette szükségessé, hogy a Japán Császári Haditengerészet tengeralattjáró-támaszpontot akart létesíteni a szigeten a Vichy-kormányzat beleegyezésével, támogatva a tengely-erőket. A harcok alatt több japán tengeralattjáró is megsérült.